# Port lotniczy Klagenfurt
Port lotniczy Klagenfurt (Flughafen Klagenfurt) – port lotniczy obsługujący Klagenfurt am Wörthersee w Austrii. Jest jednym z największych portów lotniczych Austrii.

## Linie lotnicze i połączenia
| Linia lotnicza    | Kierunek                                                                                      |
| ----------------- | --------------------------------------------------------------------------------------------- |
| Avanti Air        | Sezonowe czartery: 1. Paros 2. Skiathos                                                       |
| Austrian Airlines | 1. Wiedeń Sezonowo: 1. Hamburg (od 21 grudnia 2024)                                           |
| Ryanair           | 1. Londyn-Stansted Sezonowo: 1. Alicante 2. Bruksela-Charleroi 3. Dublin 4. Palma de Mallorca |